# Jemgum
Jemgum – gmina samodzielna (niem. EInheitsgemeinde) w Niemczech, w kraju związkowym Dolna Saksonia, w powiecie Leer.

## Geografia
Gmina Jemgum położona jest przy granicy z Holandią, nad rzeką Ems.

## Dzielnice gminy
- Böhmerwold
- Critzum
- Ditzum
- Hatzum
- Holtgaste
- Jemgum
- Marienchor
- Midlum
- Nendorp
- Oldendorp
- Pogum